# Meds
Meds (srp. Лекови) је пети албум рок групе Пласибо, објављен 13. мартa 2006. године. Пре овог албума, група је издала компилацију песама Once More with Feeling.